# Posthorn

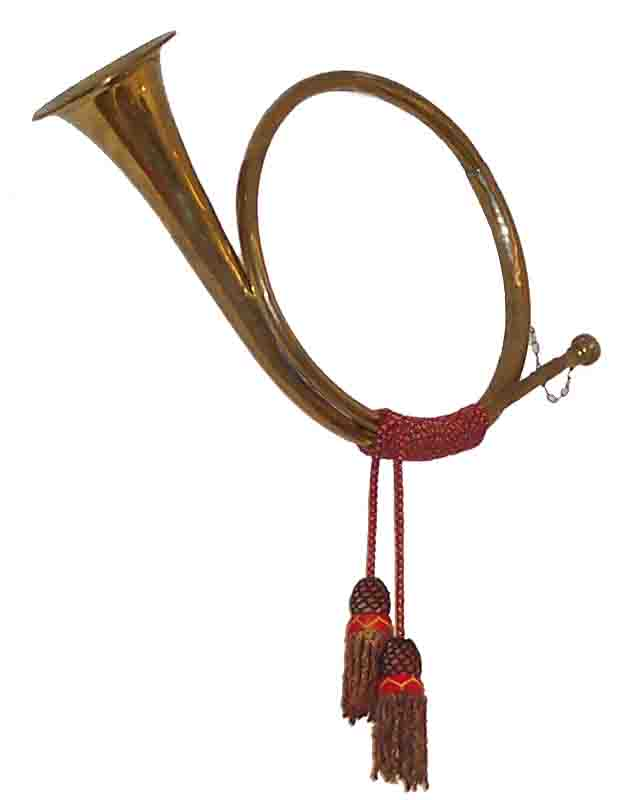
Ett posthorn

Ett posthorn är ett bleckblåsinstrument som använts av budbärare för att signalera sin ankomst och avfärd. Trots att posthornet inte har använts på mycket länge för detta ändamål så utgör det än idag symbol för postväsen i de flesta länder i Europa. I vissa länder, som till exempel i Sverige och Danmark, är posthornet krönt med en kunglig krona. De länder som är republiker har istället posthornet utan någon krona. 
Posthornet saknar ventiler, vilket gör att det bara kan spela så kallade naturtoner. Genom att lägga till ventiler utvecklades valthornet.
Posthornet var gjort av mässing.

## I Sverige
Posthornet är i Sverige symbolen för Posten. Det togs i bruk på 1600-talet, då postväsendet infördes i Sverige. Distributionen skedde genom ett nätverk av bondgårdar. Drängen som kom med posten anmälde sin ankomst genom att tuta i hornet. Då var det dags för den postansvarige på gården att göra sig redo att föra posten vidare till nästa gård. Hornet användes också för att signalera postens avgång från gården, samt för att bereda plats på vägarna. Tidigt saknades det inhemsk tillverkning av posthorn i Sverige. Då användes blåshorn av djurhorn eller skinn i stället. 

Posten AB:s logotyp
Vägskylt för postkontor
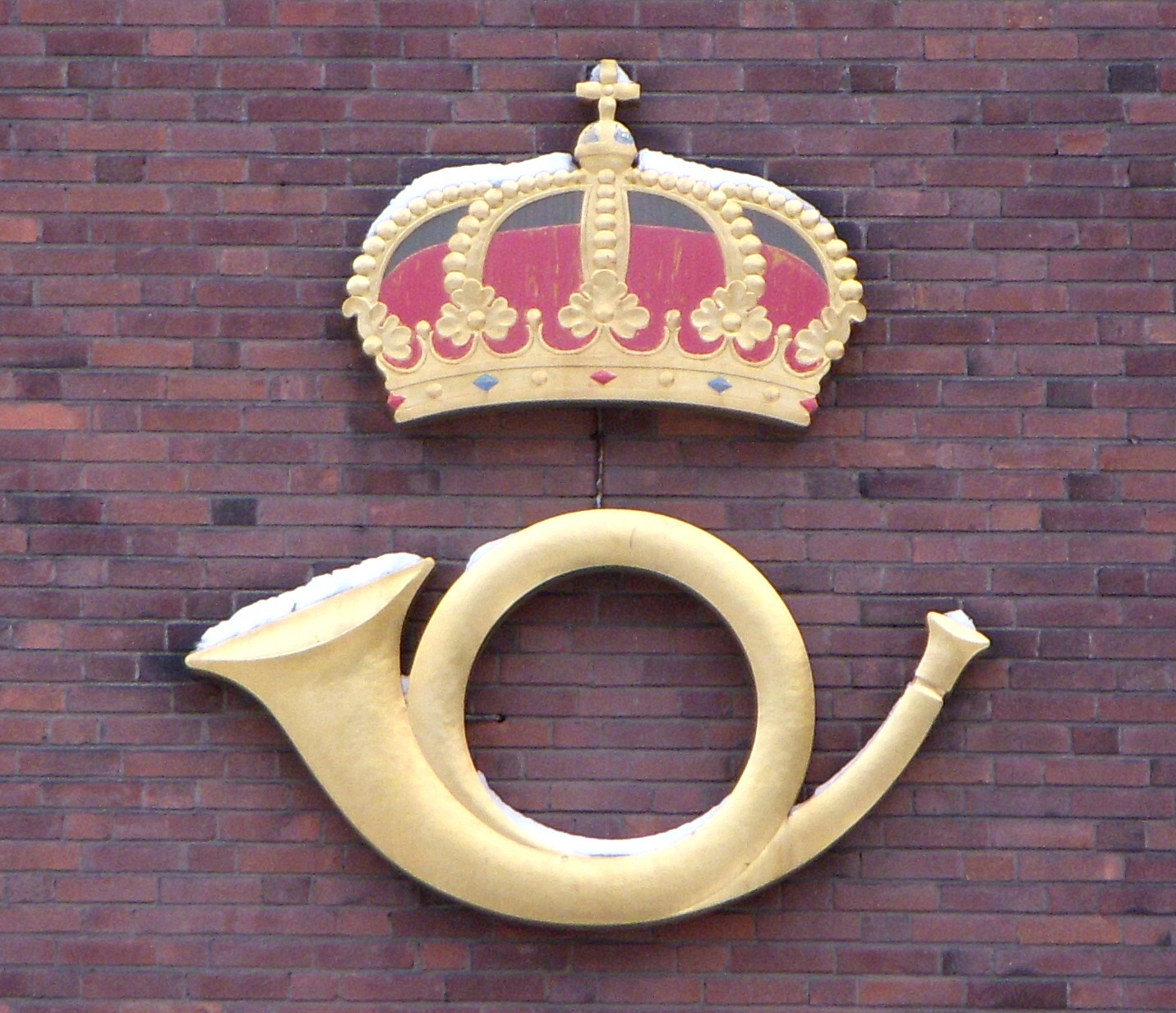
Posthorn på det gamla posthuset vid Gullmarsplan i Stockholm